# 田中増次
田中 増次（たなか ますじ、1944年〈昭和19年〉8月17日 - ）は、日本の政治家、元島根県江津市長（4期）。

## 来歴
島根県出身。島根県立邇摩高等学校卒。島根県建築土木事務所長を務める。1998年江津市長に当選。2002年に再選。2006年、2010年に連続で無投票で当選した。市長を4期16年務め、2014年に退任した。